# Easy Mo Bee
Easy Mo Bee, rodným jménem Osten Harvey, Jr. (* 8. prosince 1965) je americký hudební producent. V roce 1991 natočil album s jazzovým trumpetistou Milesem Davisem nazvané Doo-Bop. Davis zemřel ještě předtím, než bylo album dokončeno a Easy Mo Bee jej pak dokončil bez něj. Roku 1994 byl jedním z producentů první desky rappera The Notorious B.I.G. nazvané Ready to Die; rovněž produkoval jednu píseň z jeho druhé desky Life After Death (1997).